# عدنان الشريف
عدنان الشريف (1949-2009) هو فنان تشكيلي فلسطيني من مواليد غزة، حاصل على ليسانس آداب قسم التاريخ عام 1974، ودبلوم إخراج صحفي وتصوير ضوئي من ألمانيا عام 1976. كما درس الفنون الجميلة في الجامعة اللبنانية عام 1982، وعمل في الإخراج الصحفي، والرسوم الداخلية للكتب. ثم عمل نائباً لمدير دارة الفنون (مؤسسة شومان) بعمّان مدة ثمانية أعوام، وله العديد من الدراسات النقدية في مجال التشكيل.

## أسلوبه الفني
تمكن عدنان من أن يجمع بين العديد من الحقول البصرية في الفن، مثل التصوير الفوتوغرافي والجرافيك، إضافة إلى لوحاته التشكيلية. وترتبط أعماله بالموسيقى المركبة، كمرجعية لفضائه التشكيلي، وتؤكد مفرداته الفنية عبر صياغات محورها الايقاع اللوني. وتتنوع أعماله بين رسم، وتصوير زيتي، وملصقات، ونحت، وكاريكاتير بأسلوب التجريدية التعبيرية، متناغمة مع التشخيصية، والخط الهندسي الحاد.
أنتج عشرات اللوحات المستوحاة من الواقع، ومن الموروث الشعبي، حيث رسم على مسطحاتها العديد من الرموز والإشارات والدلالات والعناصر الإنسانية والحيوانية والهندسية، إلى جانب الحرف العربي. وتعتبر أعماله الفنية التي أنجزها في قبرص، من أهم أعماله من حيث تميزها، فكان التركيز فيها على القيمة التشكيلية، وعلى الرمز الذي يحاول الإفلات من الزمن، ومن الأمثلة على هذه الرموز الحصان والحمامة، الإنسان والقمر، والتفاحة والحلزون، فقدم فنه كرمز إنساني يعكس ثقافته، وارتباطه بالموروث الحضاري.

## معارضه

### المعارض الفردية
- المعارض الفردية في الاعوام 1988 و1990 و1992، جاليري أريدانوس، نيقوسيا، قبرص.
- معرض فضاءات النغم عام 1992، جاليري الفينيق، عمّان، الأردن.
- معرض أعمال باللونين الأبيض والأسود عام 1994، جاليري أبعاد، الأردن.
- معرض ضد الجدار عام 2004، دارة الفنون.
- معرض نغم لها عام 2005، جاليري الأورفلي، الأردن.

### المعارض الجماعية
- معرض "الحقيقة سوداء، فاكتب عليها بضوء السراب" عام 2018، مؤسسة دارة الفنون.
- معرض دائرة روح عام 2015، جاليري بيت مريم، رام الله.
- معرض تجربة الرسم مع اللحن عام 1996، المركز الثقافي الإسباني، عمّان، الأردن.
- معرض البينالي العربي العاشر عام 1987، الكويت.

## الجوائز
- جائزة «الشراع الذهبي» خلال البينالي العربي العاشر بالكويت عام 1987.[5]
- شهادة تقدير من لجنة التحكيم في بينالي الشارقة عام 1995.[1]